# Just Charlie
Just Charlie es el quinto álbum de estudio del cantante estadounidense Charlie Wilson. Fue publicado el 3 de diciembre de 2010. Incluye el éxito «You Are». La cantante Fantasia es la única artista invitada en el álbum, con la que el artista realiza una nueva versión del famoso clásico de Roger Troutman, «I Want to Be Your Man». El álbum debutó en el Billboard 200 en la posición #19 y en el #2 en el Billboard R&B Album Chart vendiendo 57.286 copias en su primera semana.

## Listado de canciones
| N.º | Título                                            | Duración |  |
| 1.  | «My Girl Is A Dime»                               | 3:48     |  |
| 2.  | «You Are»                                         | 4:10     |  |
| 3.  | «I Want to Be Your Man» (con Fantasia)            | 3:57     |  |
| 4.  | «Never Got Enough»                                | 4:13     |  |
| 5.  | «Once And Forever»                                | 3:43     |  |
| 6.  | «Life Of The Party»                               | 3:18     |  |
| 7.  | «I Can't Let Go»                                  | 3:49     |  |
| 8.  | «Crying For You»                                  | 3:57     |  |
| 9.  | «Where Would I Be»                                | 3:59     |  |
| 10. | «Lotto»                                           | 3:46     |  |
| 11. | «Throw It All Away» (Reserva exclusiva de iTunes) | 3:37     |  |